# Übersee (stacja kolejowa)
Übersee (niem: Bahnhof Übersee) – stacja kolejowa w Übersee, w kraju związkowym Bawaria, w Niemczech. Leży na linii kolejowej Rosenheim – Salzburg
Według klasyfikacji DB Station&Service posiada kategorię 5.

## Infrastruktura
Stacja jest ze względu na niskie perony i brak windy, nie dostępne dla osób niepełnosprawnych. Tor 2 obsługuje pociągi kierunku Salzburga, tor 3 pociągi w kierunku Monachium. Tor 4 nie jest obecnie używany.
- Tor 2: wysokość 34 cm, długość 402 m
- Tor 3: wysokość 34 cm, długość 402 m
- Tor 4: wysokość 34 cm, długość 402 m[2]

## Linie kolejowe
- Rosenheim – Salzburg
- Übersee – Marquartstein - nieczynna

## Połączenia
Stacja jest obsługiwana przez takt godzinny pociągami lokalnymi Meridian, które kursują się z Monachium do Salzburga. Dodatkowo, stacja posiada codziennie dalekobieżne połączenie InterCity Königssee.
| Linia/ Rodzaj pociągu | Trasa | Częstotliwość |
| --------------------- | --- | ------------- |
| IC 26                 | Königssee: Hamburg-Altona – Hamburg – Hannover – Göttingen – Kassel-Wilhelmshöhe – Fulda – Würzburg – Ansbach – Treuchtlingen – Donauwörth – Augsburg – München Ost – Rosenheim – Übersee – Freilassing – Berchtesgaden | jedna para    |
| M                     | München – Grafing – Rosenheim – Bad Endorf – Prien am Chiemsee – Übersee – Traunstein – Freilassing – Salzburg | tak godzinny  |